# ایزدآباد (شریف‌آباد)
ایزدآباد روستایی در دهستان شریف‌آباد بخش مرکزی شهرستان سیرجان استان کرمان ایران است.

## جمعیت
بر پایه سرشماری عمومی نفوس و مسکن در سال ۱۳۹۵ جمعیت این مکان ۹۰ نفر (۳۱خانوار) بوده‌است.